# Basilique Saint-Martin d'Ainay
Pour les articles homonymes, voir Basilique Saint-Martin.
La basilique Saint-Martin d'Ainay est une ancienne église abbatiale de style roman (XIIe siècle) située dans le quartier d'Ainay, sur la presqu'île de Lyon. Elle est élevée au rang de basilique en 1905.
La basilique fait l'objet d'un classement au titre des monuments historiques par la liste de 1840.
L'abside centrale et l'absidiole sont le travail de Hippolyte Flandrin (1855).

## Histoire

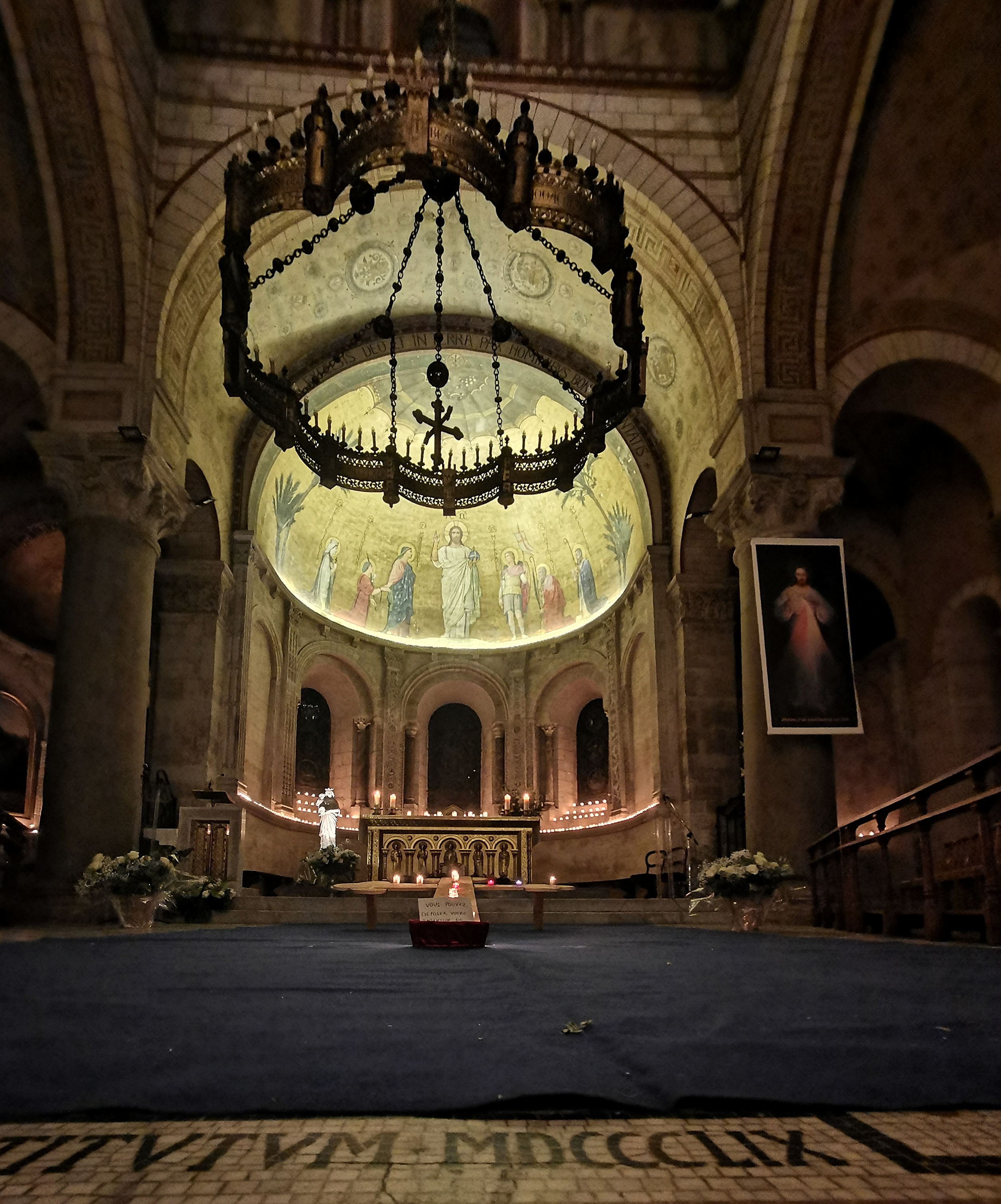
Vue de l'abside centrale (Hippolyte Flandrin) pendant la fête des lumières (2022). Couronne de lumières (1860).

Les moines de l'abbaye d'Ainay prétendaient sur la base d'un écrit de Grégoire de Tours que la basilique avait été fondée au Ve, à l'emplacement de la découverte des restes des martyrs de Lyon, et présentaient à la vénération un sac de cendres et une pierre sur laquelle Pothin de Lyon aurait posé sa tête. Cette origine est considérée avec scepticisme par les travaux historiques récents, compte tenu de l'imprécision du texte de Grégoire, de la difficulté pour situer précisément le lieu qu'il nomme Ad Athanacum et de l'alternative d'une autre tradition qui situe l'invention des restes des martyrs à Saint-Nizier.
Une autre légende dit que l'abbaye a été fondée par un ermite nommé Badulphe et dédiée alors à saint Martin de Tours.
De nos jours, nous n'avons toujours aucune trace attestée de l'existence de l'abbaye avant le IXe siècle. C'est précisément dans un écrit de 859 qu'il en est fait pour la première fois mention, écrit dans lequel Charles de Provence approuve la fondation d’un monastère à Cessieu par Aurélien, abbé du monastère royal d'Ainay. Celle-ci est alors décrite comme abandonnée. Nous avons également la trace de la fondation d'un prieuré bénédictin sur la presqu'île lyonnaise en 859.
L'abbaye a eu un rôle central dans la célébration de la fête des Merveilles dont l'origine est attribuée à saint Badulphe. Elle célébrait saint Pothin et les martyrs le 2 juin, un anniversaire qui comptait parmi les plus grandes solennités du monastère.
L'établissement est élevé au rang d'abbaye, des grands travaux débutent : construite à la fin du XIe siècle suivant la volonté du père abbé Josserand de Foudras, l'église abbatiale est dédiée le 29 janvier 1107, et sous le vocable de saint Martin par le pape Pascal II (1099–1118). Cette église est l'une des rares églises romanes conservées à Lyon.
Ce même jour, un autel est consacré à la Conception de Notre-Dame.
Au XIIIe siècle, sous le règne de saint Louis, lors du premier concile de Lyon, réuni par le pape Innocent IV pour excommunier l'empereur Frédéric II du Saint-Empire, le pape reconnaît à l'abbaye la prééminence sur 71 églises, abbayes et prieurés de la Bourgogne à la Provence. Par exemple, le prieuré de Saint-Jean de Genève, qui lui était affilié, prélevait la dîme, possédait des terres et avait autorité sur des paroisses entre le Pays de Gex, le Genevois et le Faucigny. L'abbaye d'Ainay est alors l'une des plus puissantes du royaume de France.
Jean II de la Palud, abbé entre 1313 et 1324, fait construire un palais dans le monastère.
À la Renaissance, le monastère possède un port, son abbé habite un palais et les moines disposent d'importants bâtiments avec cloître, jardin et vigne. La vie monastique se relâche : en effet, l'abbé est désormais nommé par le roi, selon le régime de la commende ; sa puissance temporelle ne diminue pas mais la vie spirituelle s'en ressent. Le roi nomme en 1504 des abbés commendataires, ce qui marque le début du déclin de l'abbaye. À partir de cette période, des terrains sont vendus, occupés par de nouveaux quartiers.
En 1562, pendant les guerres de religion, les troupes du baron des Adrets détruisent une partie des bâtiments : le cloître est rasé, l'église dévastée, les archives brûlées. En 1600, le roi Henri IV séjourne à l'abbaye, à l'occasion de son mariage avec Marie de Médicis, qui se tient en la cathédrale de Lyon.
Camille de Neufville de Villeroy est nommé abbé commendataire à l'âge de cinq ans. Sacré archevêque de Lyon en 1653, il obtient la sécularisation de l'abbaye en 1685.

### Église paroissiale et basilique

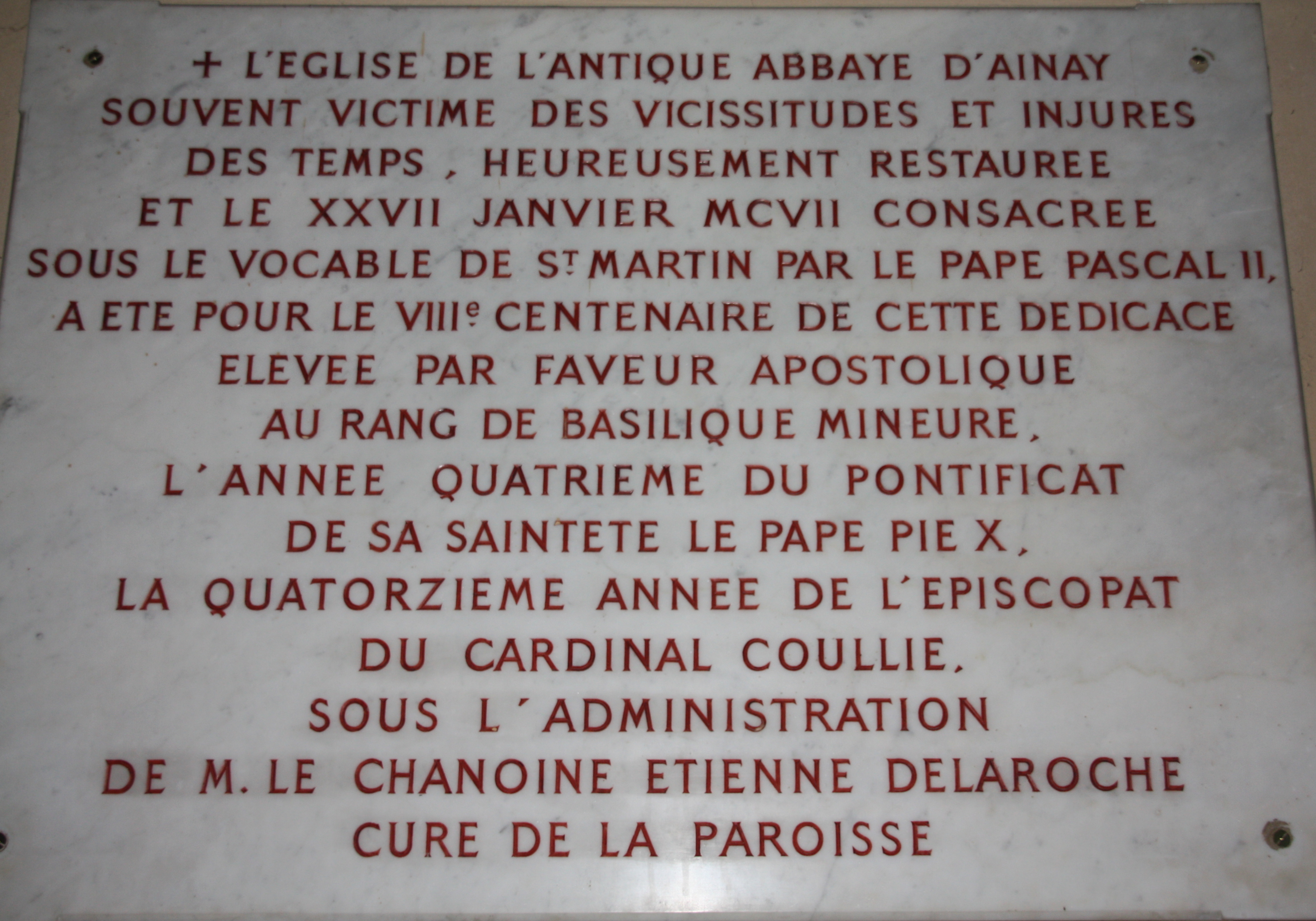
Plaque commémorant son élévation par le pape Pie X au rang de basilique mineure.

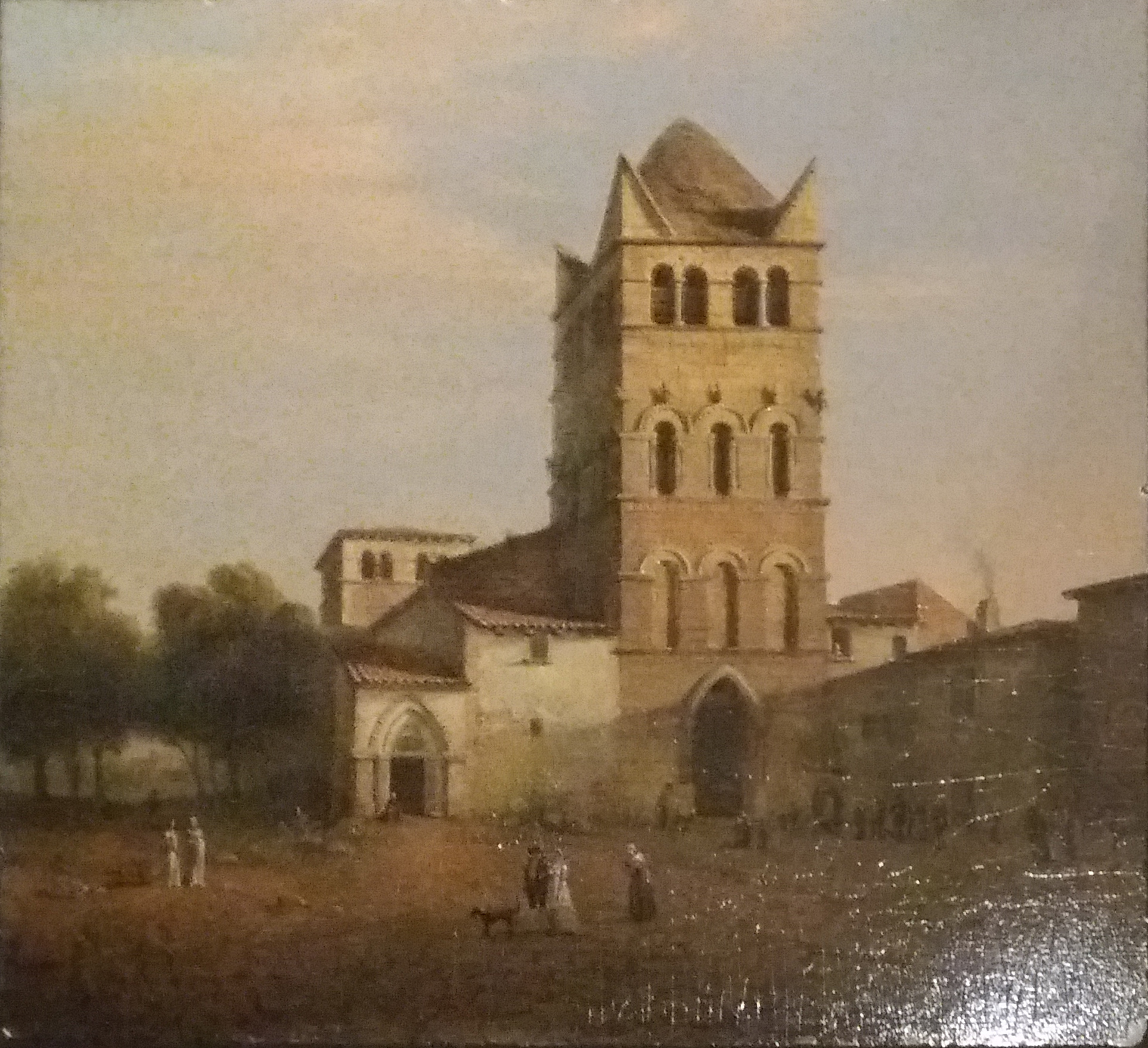
Saint-Martin d'Ainay, tableau de Jean-Michel Grobon (1803).

À la fin du XVIIe siècle, le monastère a disparu. L'église et les bâtiments restants ont été confiés à un chapitre séculier en 1685. Entre 1723 et 1769, le chapitre décide de faire lotir le pourtour du tènement pour valoriser les terrains.
L'église devient paroissiale et, le 27 janvier 1780, perd le titre d'abbatiale. Louis XIII y séjourna avec son ministre Richelieu et Louis XIV y logea quatre fois. À la Révolution, le monastère est confisqué, le palais des abbés est rasé. L'église devient un grenier à blé, ce qui évite sa destruction.
L'église est rouverte aux fidèles en 1802. Classée monument historique en 1844, elle est restaurée au cours du XIXe siècle selon un style néo-roman. Les architectes Pollet et Benoît la restaurent dans un esprit « pur roman », détruisant les dernières traces du cloître, et l'agrandissant par l'adjonction de chapelles collatérales.
Des mosaïques médiévales découvertes dans la chapelle Sainte-Blandine au cours des travaux de 1844–1845 ne suscitent aucun intérêt et sont détruites. Une autre mosaïque est mise au jour en 1851 près de l'autel principal. Elle représente un ecclésiastique présentant une maquette de l'église. C'est la seule mosaïque médiévale découverte à Lyon au XIXe siècle ; elle est partiellement restaurée, une première fois entre 1852 et 1855, puis une seconde fois en 1934.
L'ancienne église abbatiale, puis paroissiale Saint-Martin d'Ainay est élevée au rang de basilique mineure par le pape saint Pie X le 13 juin 1905.

## Architecture
Tous les styles architecturaux se retrouvent dans la basilique d'Ainay : pré-roman dans la chapelle Sainte-Blandine, roman pour toute sa structure principale, la chapelle Saint-Michel est gothique, l'ensemble a été restauré et agrandi au XIXe siècle par des adjonctions néo-romanes. La basilique garde, malgré son histoire mouvementée, une réelle unité de style.

### Clocher-porche

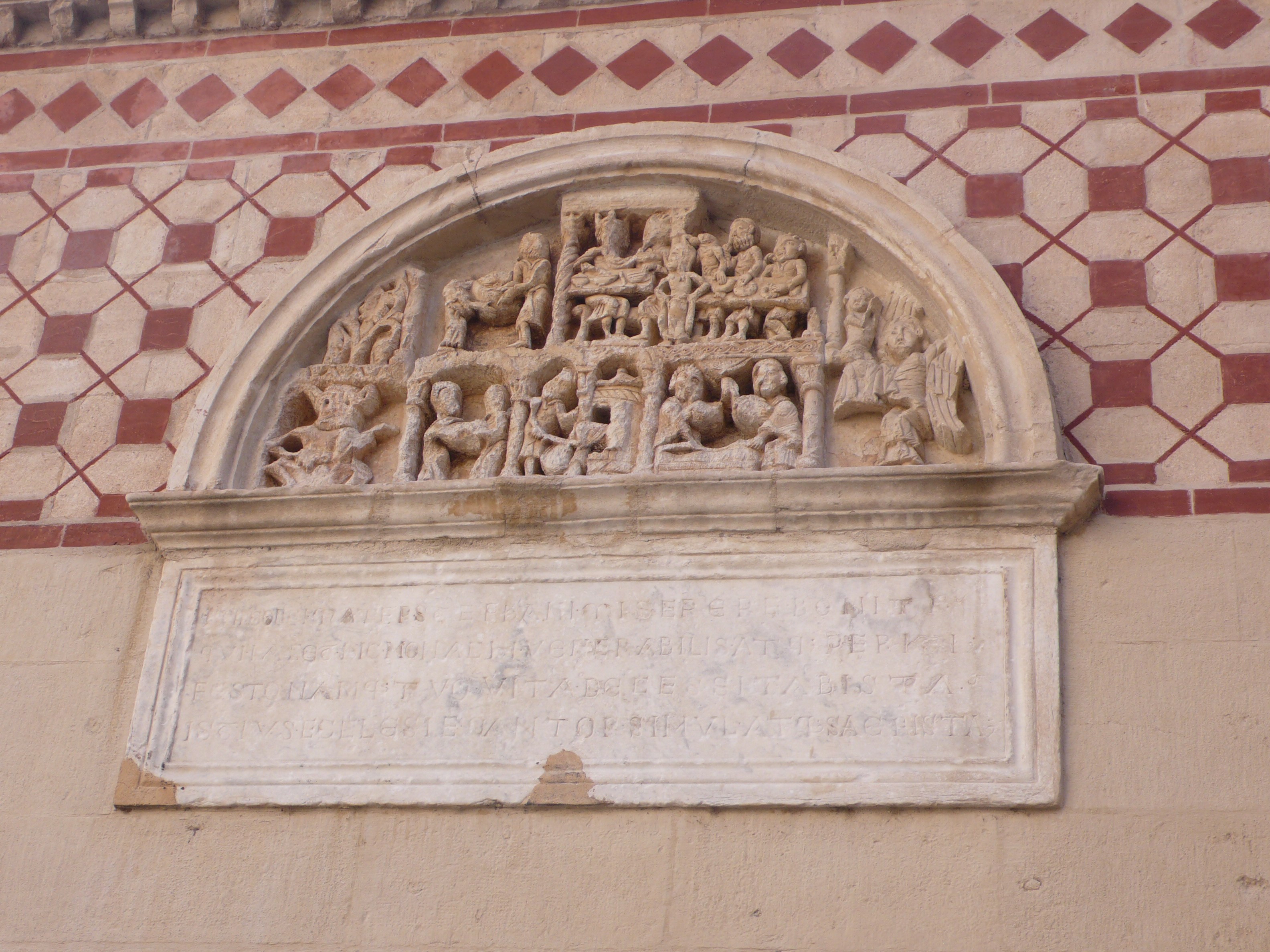
Bas relief se trouvant sur le parvis, à gauche de la porte (reproduction, originale à l'intérieur de la basilique).

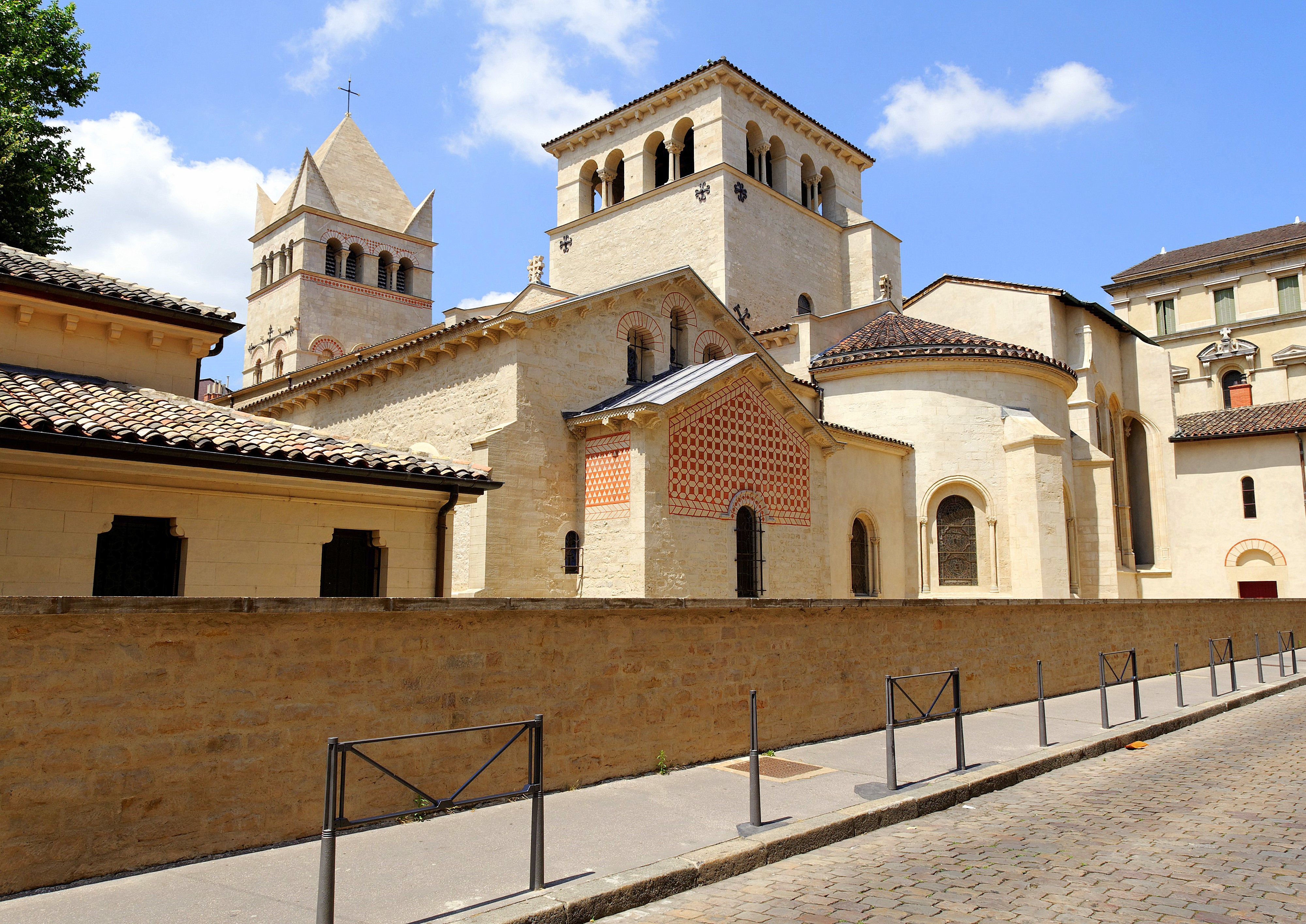
Chevets : Sainte-Blandine au centre et Saint-Martin à sa droite.

La tour située en façade est un clocher-porche qui culmine à 31 mètres. Sa base est construite avec des pierres venant de monuments antiques et date du XIe siècle. La porte et la voûte d'ogive datent de la fin du XIIe siècle. Le tympan a été réalisé par Joseph-Hugues Fabisch en 1860.
Sur le parvis, à gauche de la porte, on peut trouver un bas relief datant du XIe siècle. Celui placé à l'extérieur est une reproduction, l'original se trouvant dans la basilique.

### Chevets
On voit à l'arrière deux chevets différents : celui de la chapelle Sainte-Blandine, de forme carrée et datant du haut Moyen Âge, et celui de Saint-Martin de forme circulaire construit au XIIe.

### Chapelles
La chapelle Saint-Michel, de style gothique flamboyant, a été reconstruite un peu avant 1485 sur l'emplacement de la chapelle romane de la Conception Notre-Dame. Elle prend le vocable de Saint-Michel en 1690. Jacobé Razuret réalise les peintures en 1899 et Lucien Bégule les trois vitraux à la fin du XIXe siècle. Les panneaux sculptés sur fond de mosaïque ont été faits par Joseph-Hugues Fabisch et viennent de la chaire de l'église Saint-Martin.

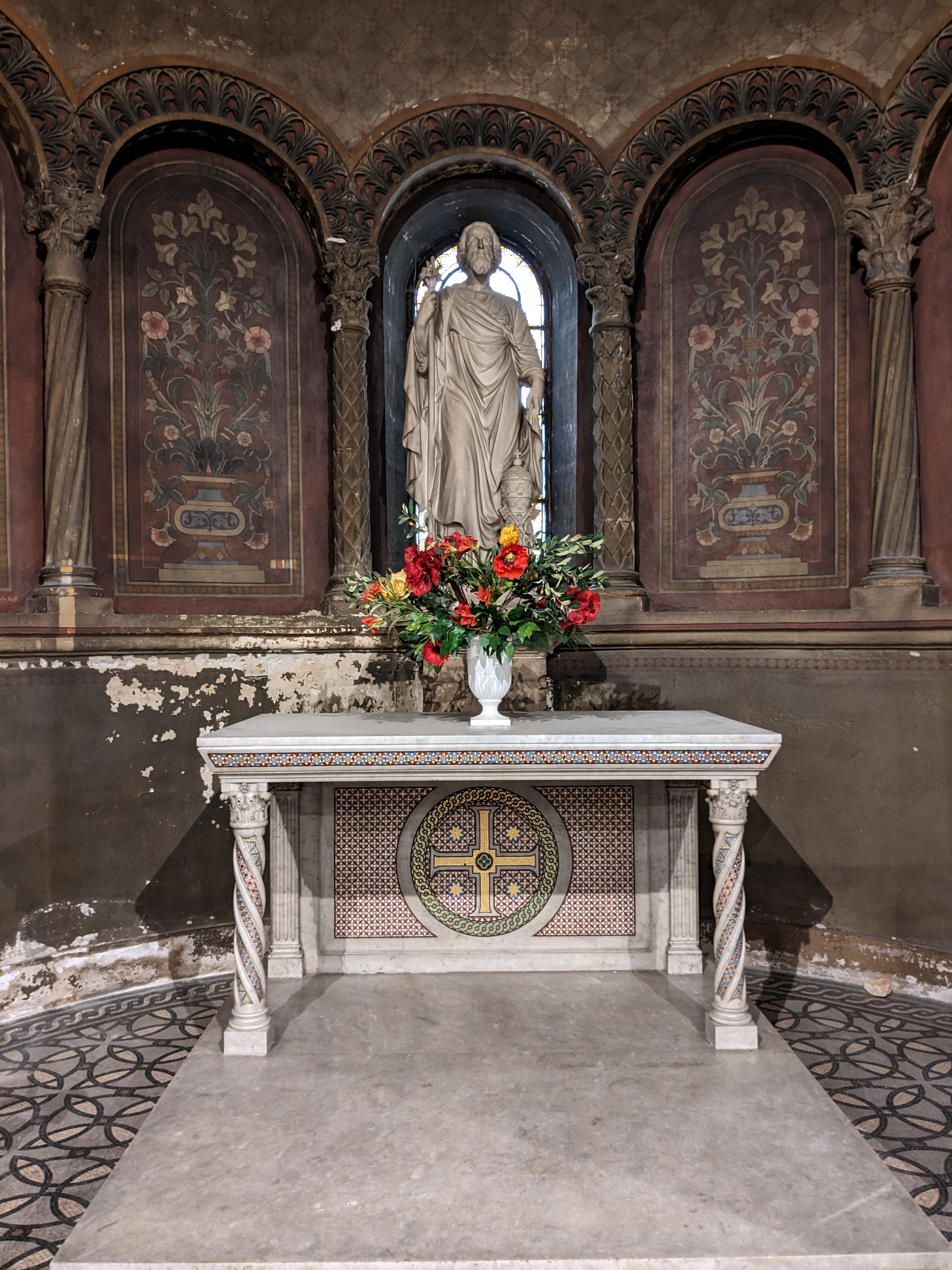
Chapelle Saint-Joseph.
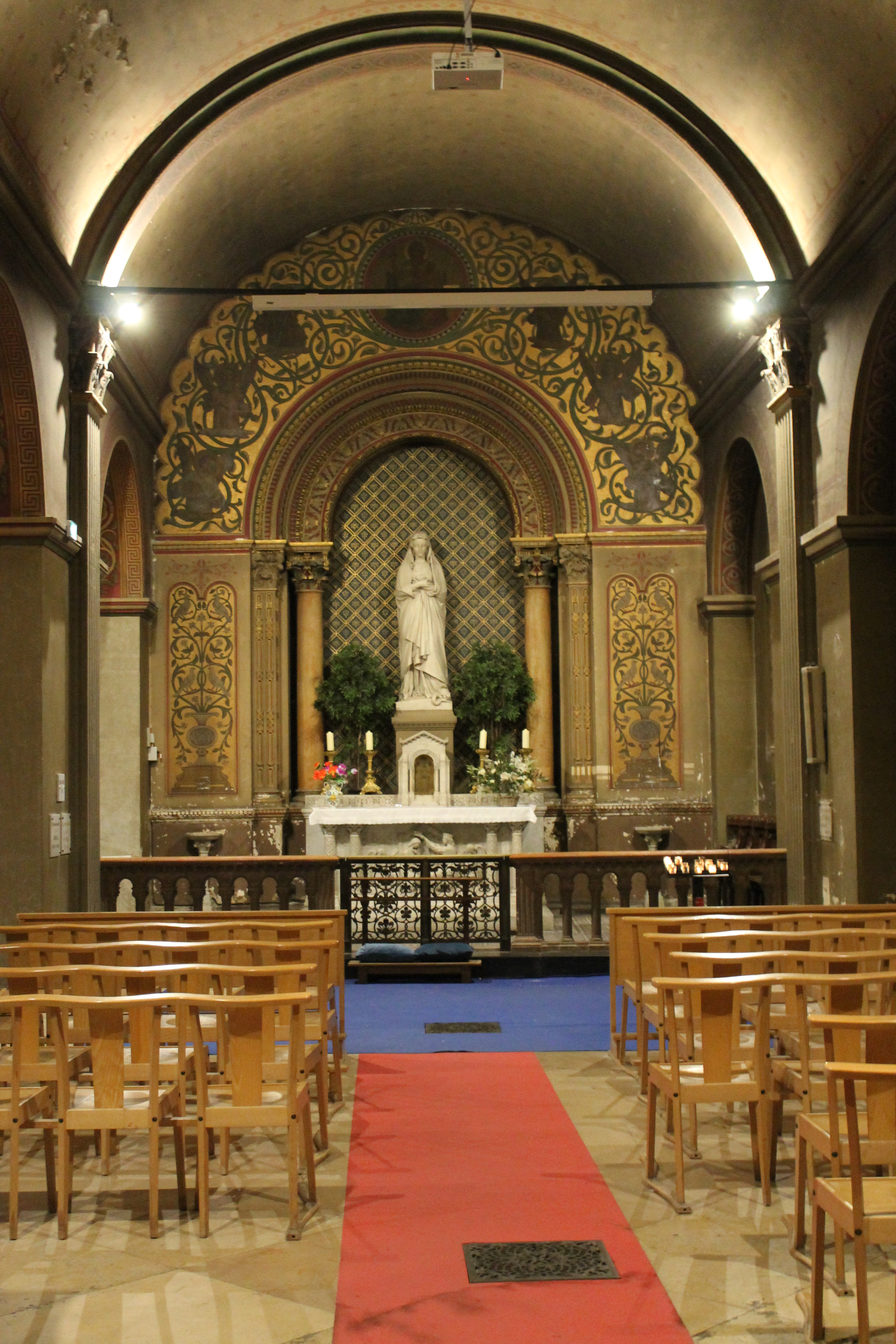
Chapelle de la Vierge.
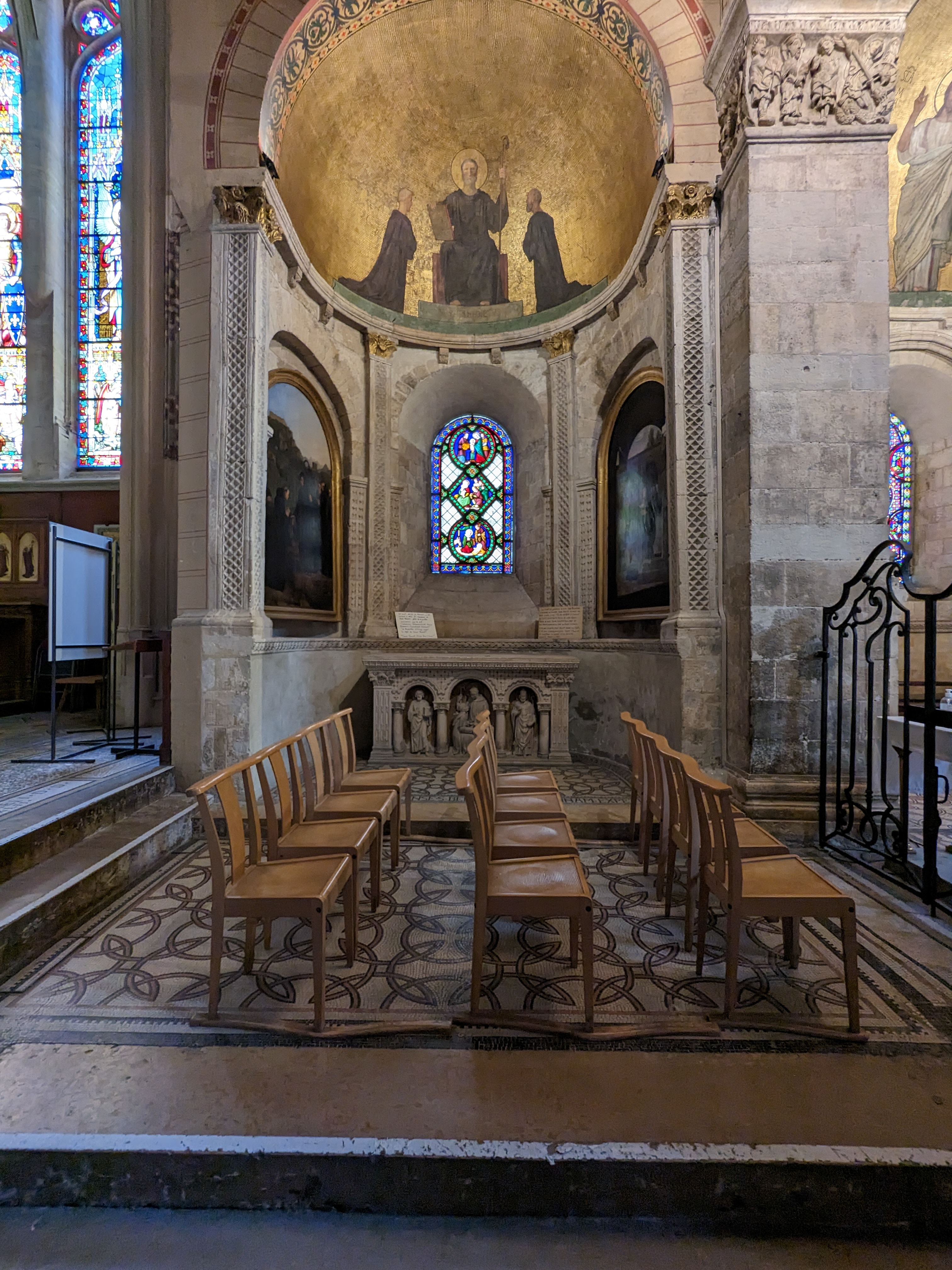
Chapelle Saint-Benoît.
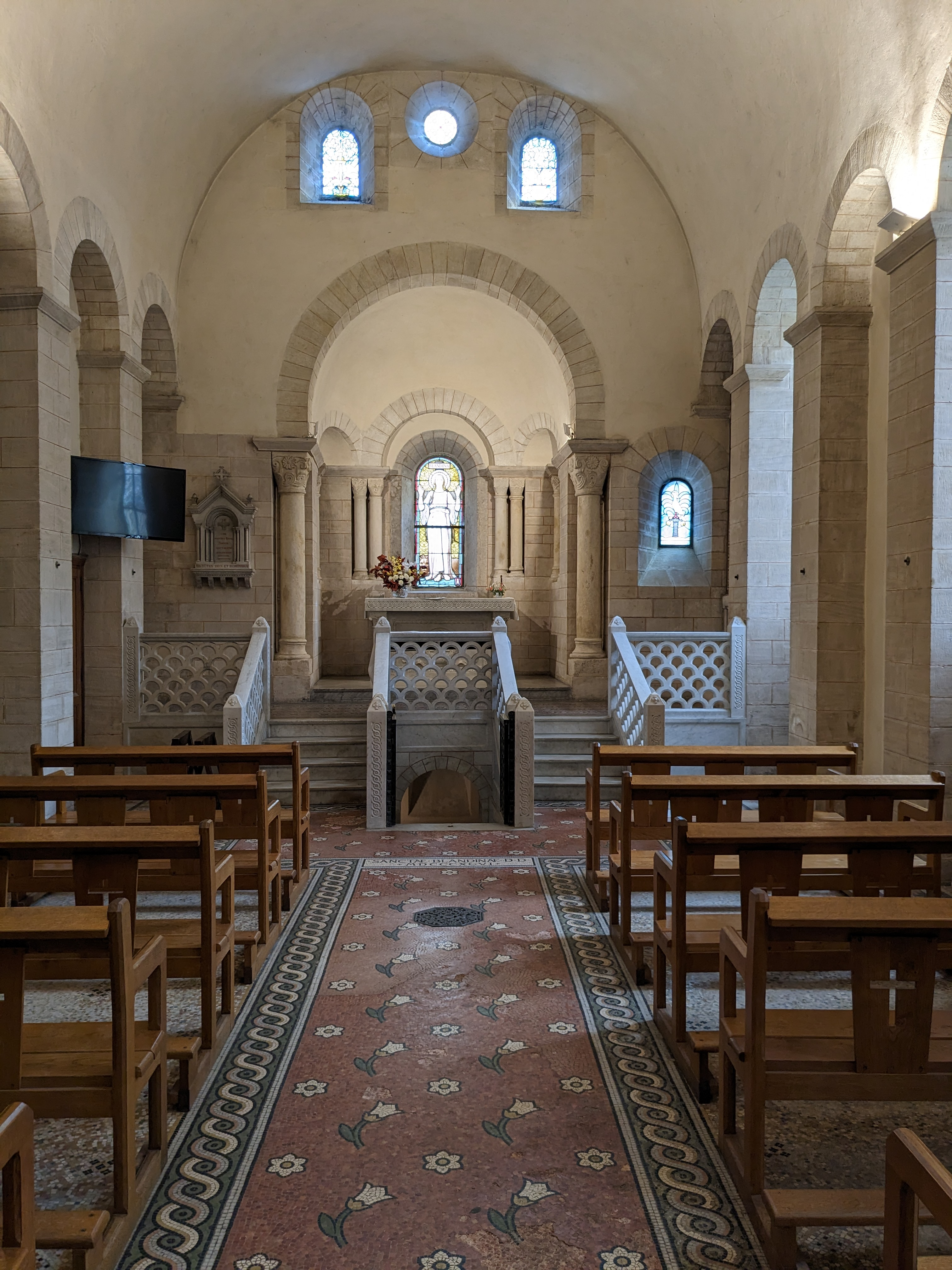
Chapelle Sainte-Blandine.

#### Chapelle Sainte-Blandine

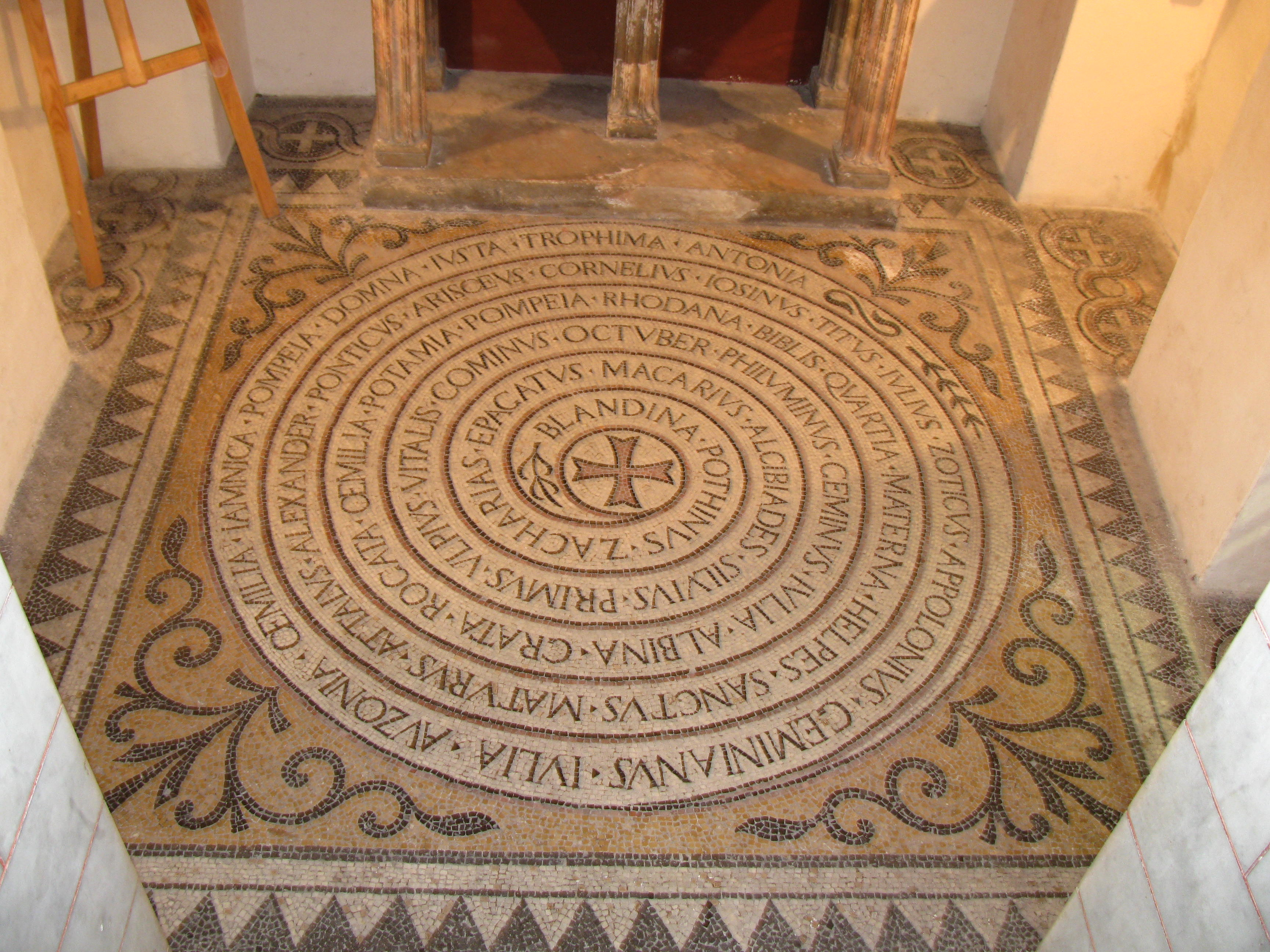
Mosaïque comprenant les noms des martyrs de Lugdunum (sol de la crypte de la chapelle Sainte-Blandine).

La chapelle la plus ancienne est la chapelle Sainte-Blandine. On trouve des traces archéologiques d'une chapelle plus ancienne, mais l'actuelle daterait du XIe siècle. Elle a cependant été voutée et remaniée au XIXe siècle (il ne demeure que peu de traces de la chapelle telle qu'elle était autour de l'an Mil). Celle-ci est un des derniers vestiges de la basilique dans sa forme ancienne. Elle se compose d'une chapelle et d'une crypte. La chapelle est construite sur un plan simple : une nef rectangulaire, un chœur carré couvert d'une demi-coupole, sous lequel se trouve la crypte. Celle-ci est décorée d'une mosaïque au sol, avec les noms des martyrs lyonnais, de deux niches permettant de loger des reliques, et d'un petit autel.

### Chœur et nef

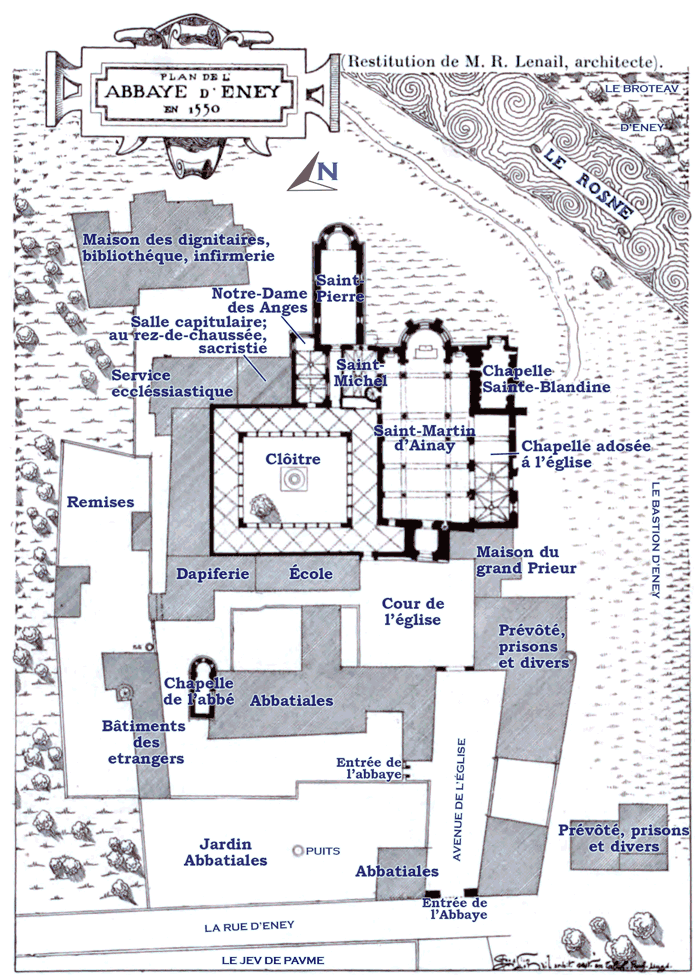
Plan de l'abbaye d'Eney en 1550 (annoté).

La nef mesure 17 mètres de large tandis que l'édifice est long de 37 m.
Les quatre colonnes monolithes qui soutiennent la croisée du transept sont en granit gris (syénite), peut-être d'Égypte, voire de Corse. L'archéologie lyonnaise les attribue aux colonnes de l'autel impérial inscrit dans le sanctuaire fédéral des Trois Gaules avant que leurs fûts ne soient sectionnées en deux puis réemployées dans la basilique : le pilier nord-est se raccorde au-dessus du pilier sud-ouest, et le pilier sud-est peut se placer sur le pilier nord-ouest. Par leur composition, les chapiteaux des colonnes de la croisée du transept s'inspirent de l'Antiquité sans pour autant être antiques.
Le chandelier présent dans la coupole date du XIXe siècle. Il s'agit d'un hommage au chandelier de Barberousse commandé et offert en offrande à Marie par l'empereur du Saint-Empire romain germanique Frédéric Barberousse au XIe siècle, et installé dans la cathédrale d'Aix la Chapelle. La version lyonnaise est en cuivre doré, émaillé, et représente les murailles d'une ville et ses tours. Selon le ministère de la Culture, il a été réalisé autour de 1860, puis offert à la basilique par Irénée Chalandon en 1861.

## Vitraux
Les vitraux de la chapelle Saint-Michel (1893) et de la crypte de la sacristie (1894) sont du peintre verrier Lucien Bégule.

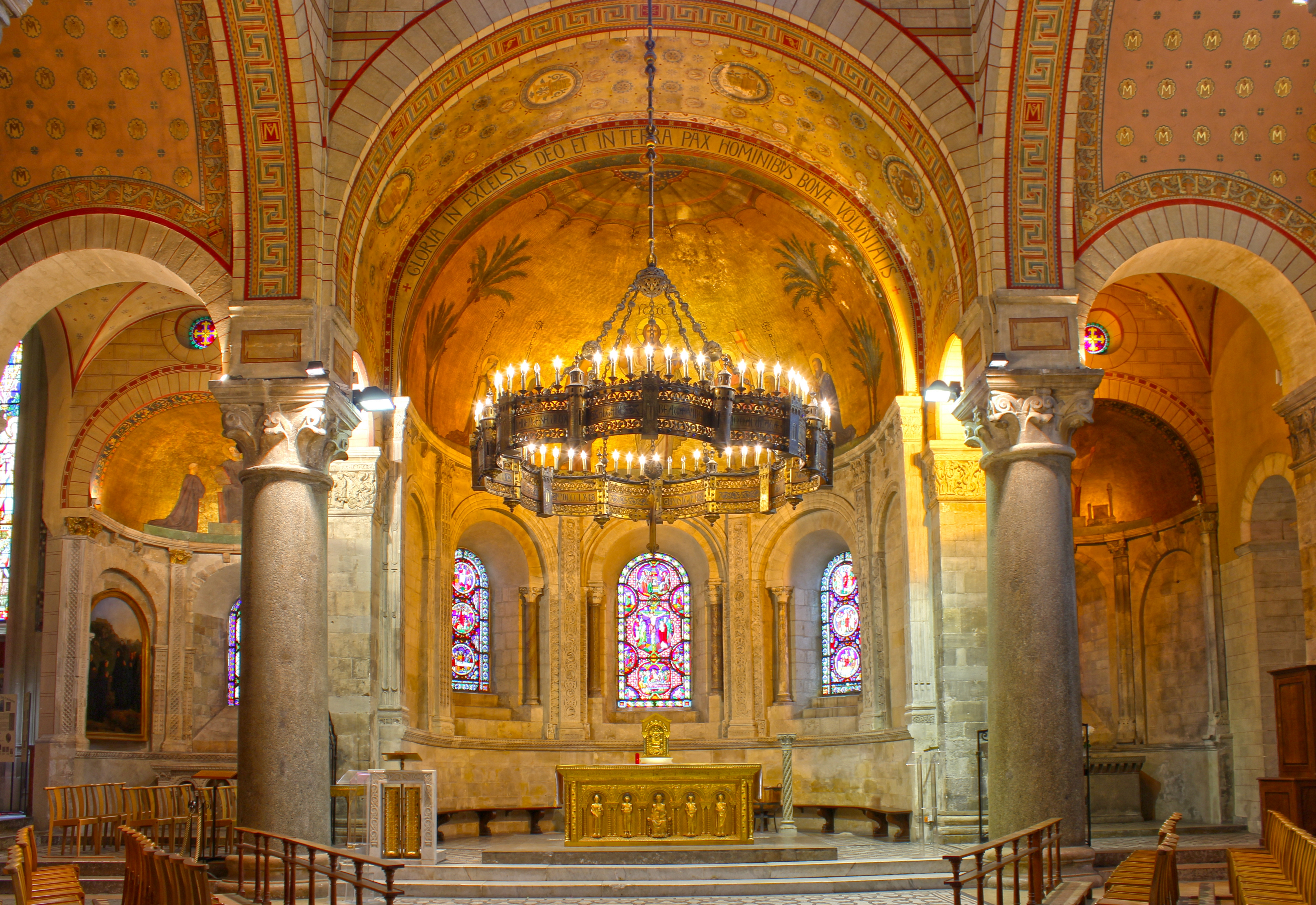
Couronne de lumières et autel, vue prise en direction du chœur.
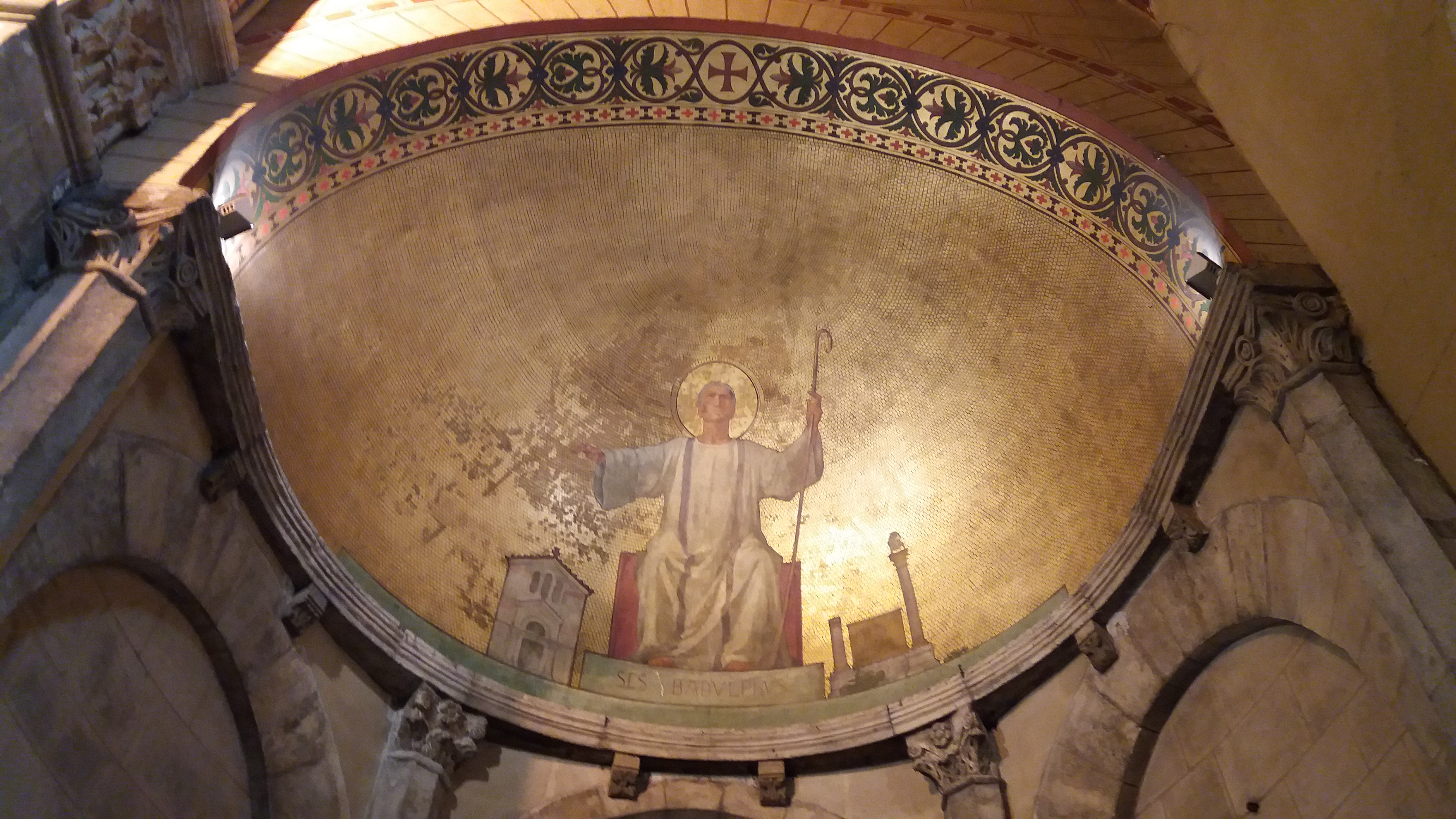
Absidiole de Saint-Badulphe (Hippolyte Flandrin).
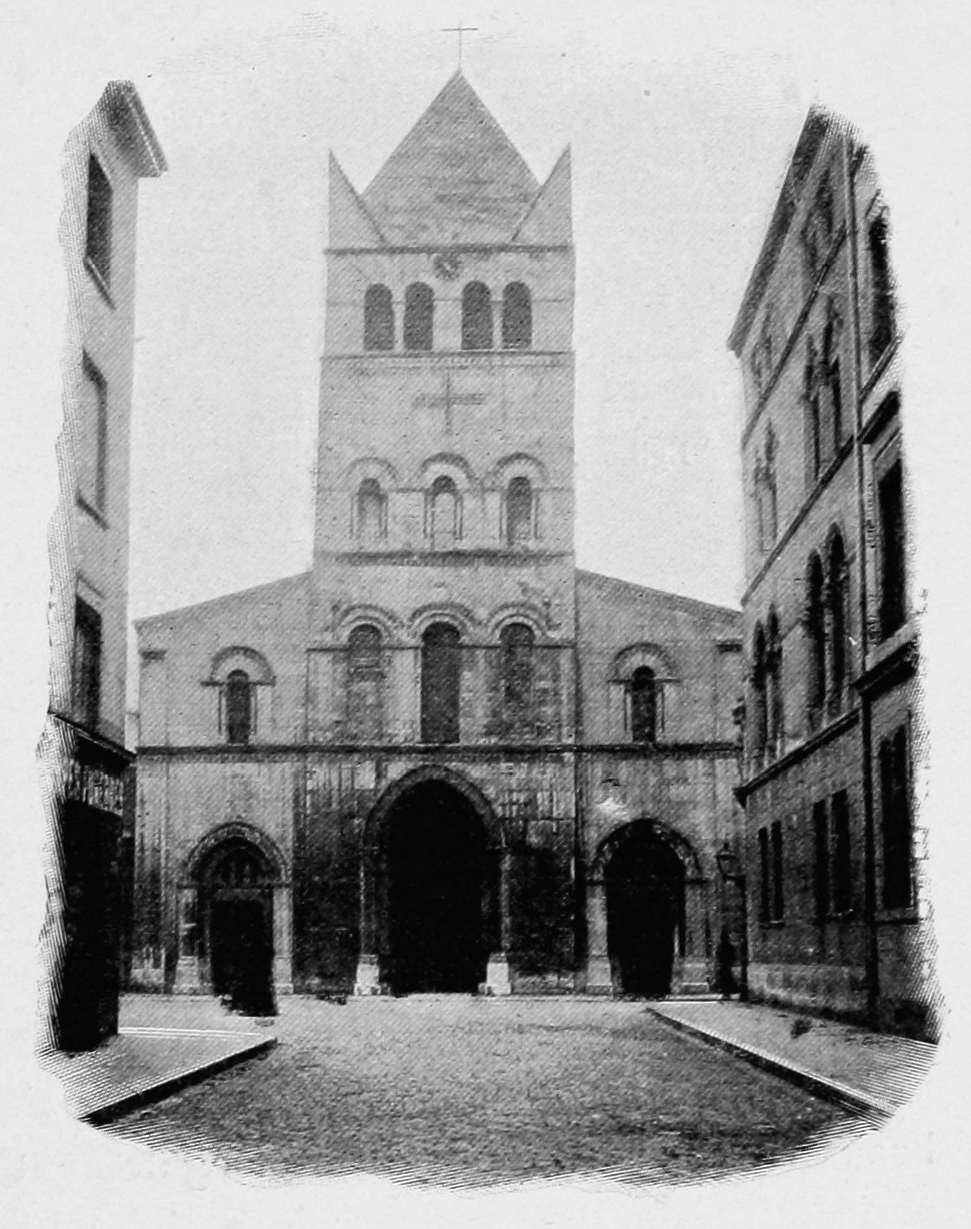
Basilique d'Ainay au début du XXe siècle.
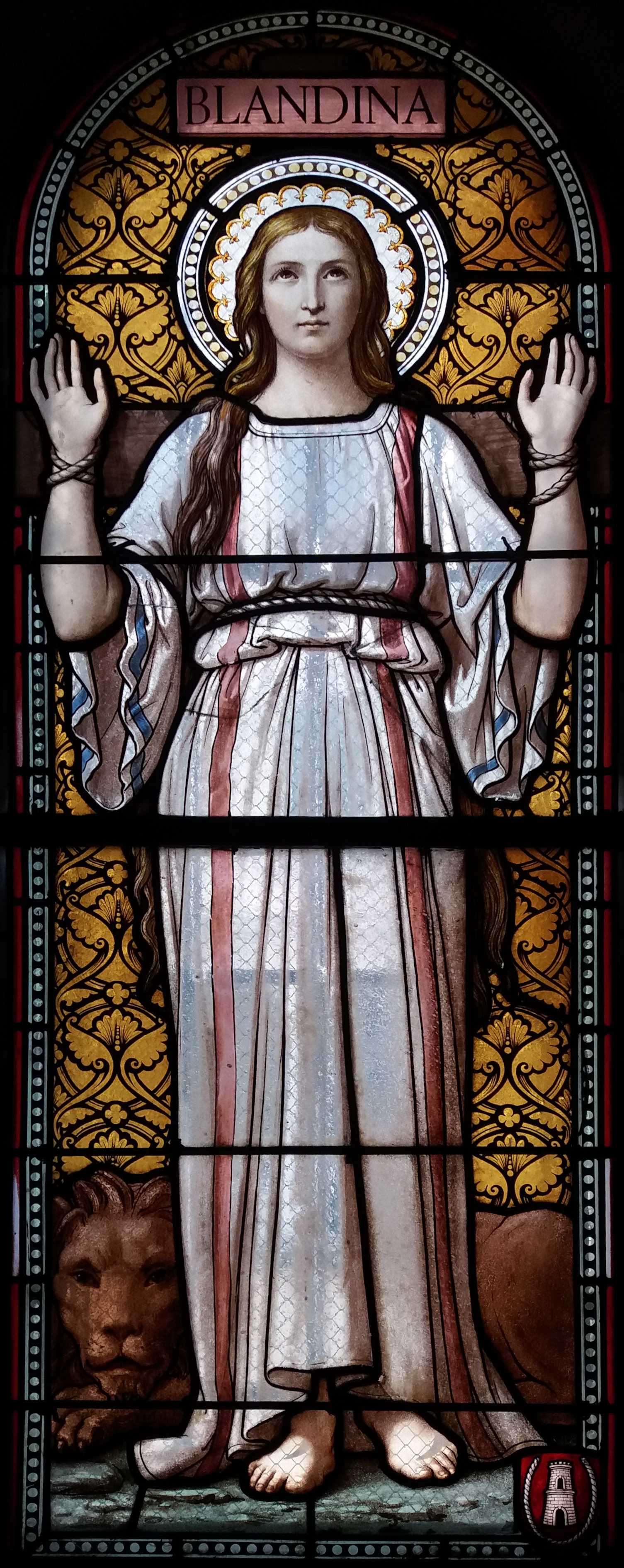
Vitrail de la chapelle Sainte-Blandine.
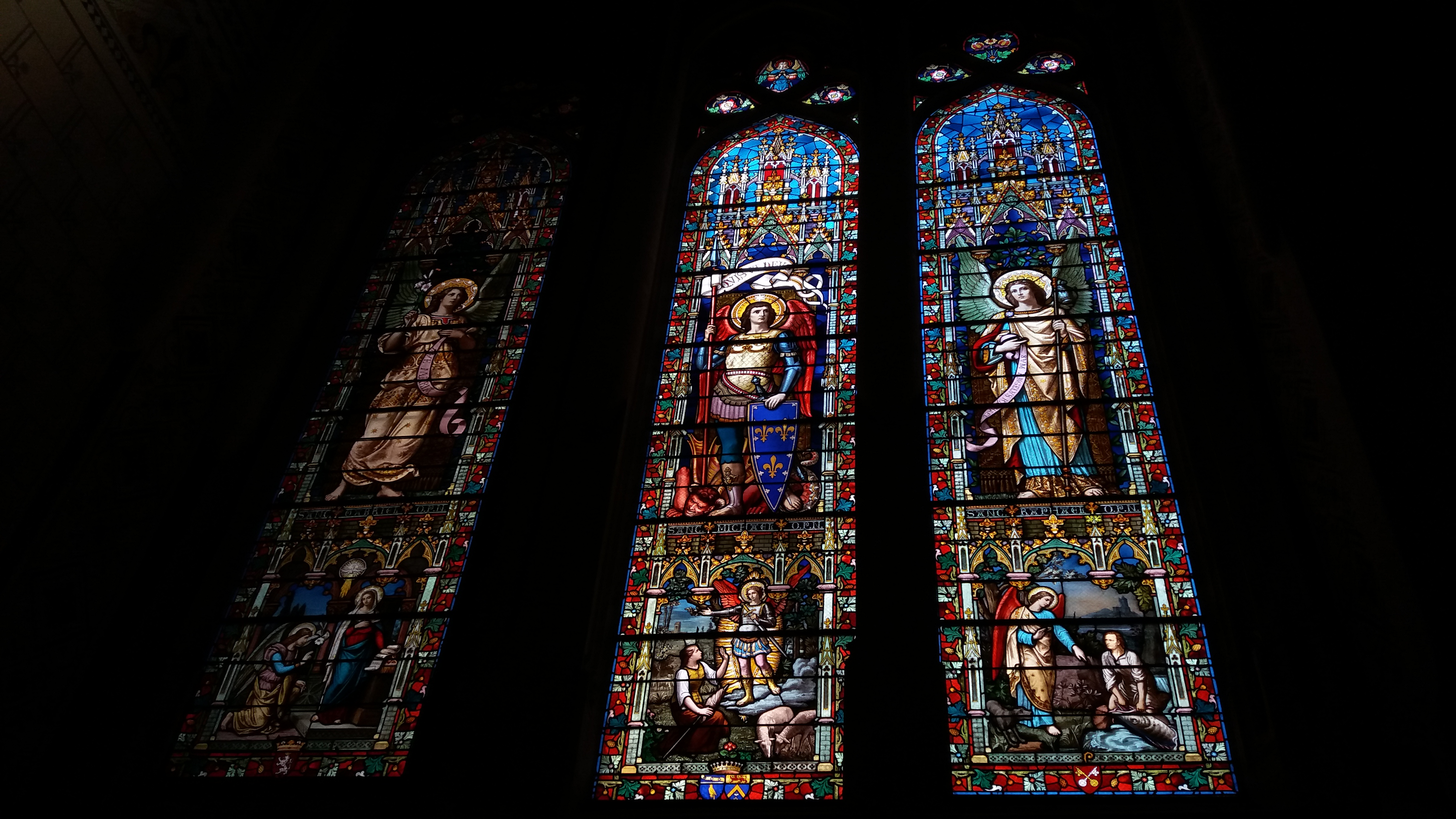
Archanges Gabriel, Michel et Raphaël de la chapelle Saint-Michel.

## Grand Orgue

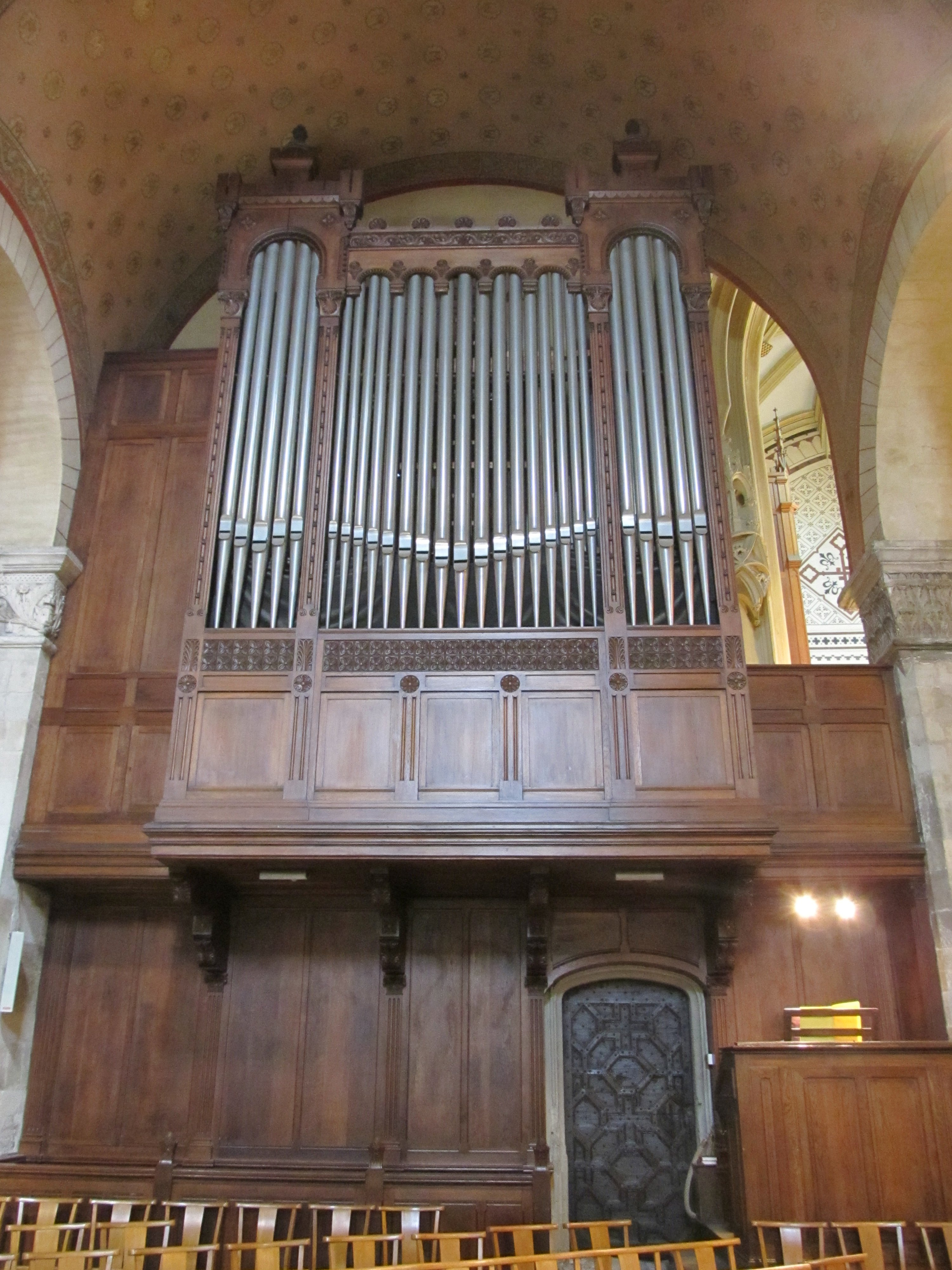
Grand Orgue, situé au nord de la coupole.

L'orgue des facteurs Beaucourt et Voegeli, exécuté entre 1847 et 1850, est vendu d'occasion à la grande synagogue de Lyon en 1864, peu après la construction de celle-ci,.
En 1866 un orgue de chœur de 2 claviers et 12 jeux avec bourdon de 16 pieds, ainsi qu'un buffet d'orgue en sapin de Nordmann et sculptures en tilleul, est commandé à la manufacture Cavaillé-Coll pour un montant total de 17.500 Francs,. Il est installé en 1867, à l'entrée de la chapelle Saint-Michel.
En 1890 un grand orgue de 3 claviers et 36 jeux du facteur Joseph Merklin est installé dans la nef, au nord de la coupole. C'est l'orgue actuel.
Des relevages ont été effectués par Michel, Merklin et Kuhn en 1921 - inauguration par Émile Poillot - et 1938.
Le buffet d'orgue de la galerie, qui est celui de l'ancien orgue Cavaillé-Coll, date de 1867, et celui de la nef, qui est celui de l'orgue Merklin actuel, date de 1890.
La composition du grand orgue est la suivante :
| I. Grand-Orgue     |     |
| Bourdon            | 16′ |
| Bourdon harmonique | 8′  |
| Flûte douce        | 4′  |
| Salicional         | 8′  |
| Montre             | 8′  |
| Prestant           | 4′  |
| Doublette          | 2′  |
| Fourniture         | IV  |
| Trompette          | 8′  |

| II. Positif expressif |        |
| Dulciane              | 8′     |
| Bourdon               | 8′     |
| Flûte                 | 4′     |
| Nazard                | 2′ 2/3 |
| Quarte                | 2′     |
| Tierce                | 1′ 3/5 |
| Piccolo               | 1′     |

| III. Récit expressif |    |
| Cor de nuit          | 8′ |
| Gambe                | 8′ |
| Voix céleste         | 8′ |
| Principal            | 8′ |
| Flûte traversière    | 8′ |
| Flûte                | 4′ |
| Flageolet            | 2′ |
| Plein-jeu            | IV |
| Hautbois             | 8′ |
| Voix humaine         | 8′ |
| Trompette            | 8′ |
| Clairon              | 4′ |

| Pédale      |     |
| Contrebasse | 16′ |
| Flûte       | 8′  |
| Flûte       | 4′  |
| Soubasse    | 16′ |
| Bourdon     | 8′  |
| Basson      | 16′ |
| Basson      | 8′  |
| Clairon     | 4′  |

Autres caractéristiques : 
- 36 jeux ;
- 3 claviers manuels de 56 notes et pédalier de 30 notes ;
- Tirasses : I – II – III ;
- Accouplements : II/I – III/I – III/II (16', 8') ;
- Appels Anches : Grand orgue, Récit, Pédale ;
- Appel  Mixture : Grand orgue ;
- Trémolo : II et III ;
- Expression : Positif et Récit ;
- Transmission : électronique.

## Abbaye
Le territoire de l'abbaye comprenait de nombreuses possessions. Le terrain de la presqu'île allait du confluent jusqu'au pont du Rhône, composé de jardins, d'un cloître et d'un logis abbatial. Les abbés commendataires commencent à vendre ces terrains au XVIe siècle, ce qui continuera jusqu'au XVIIIe siècle. Au moment de la Révolution française, la rue de l'Abbaye d'Ainay est créée à l'emplacement du cloître et du logis. Il reste des éléments du logis abbatial dans le mur de l'hôtel sur le parvis de l'église. La place de d'Ainay qui se trouve devant l'église était à l'origine entourée par le cloître. Au milieu de la rue nommée « Voûte d'Ainay » qui est dans le prolongement de la place d'Ainay, une voûte construite au XVIIIe siècle enjambe la chaussée ; elle est surmontée d'une maison construite par Paul Perrache : à cet emplacement se trouvait une porte d'accès à l'abbaye.